# Fermopromet
Fermopromet, poduzeće sa sjedištem u Novom Bezdanu (Baranja), osnovano 1990. godine, koje se bavi poljoprivrednom proizvodnjom i lovno-turističkom djelatnošću. Ima 50-ak zaposlenih, od kojih 10 visokoobrazovanih. Obrađuje 500 hektara zemlje oko Novog Bezdana, Majških Međa i Bolmana, a svoje kooperante opskrbljuje repromaterijalima i otkupljuje sve njihove poljoprivredne proizvode. U Majškim Međema izgradilo je silose za žitarice koje samo proizvodi ili otkupljuje od kooperanata.
"Fermopromet" drži u zakupu lovište i lovački dom Žido-pustara uz lijevu obalu Drave blizu Novog Nevesinja.
Osnivač "Fermoprometa" bio je pok. mr. Stevan Kišpal, nekadašnji generalni direktor Belja. Današnji vlasnik je Kišpalov sin Hubert Kišpal.

## Vanjske poveznice
- Fermopromet d.o.o. – službene stranice  Arhivirana inačica izvorne stranice od 3. svibnja 2016. (Wayback Machine) (hrv.) (engl.) (mađ.)